# ريد بيرني
ريد بيرني (بالإنجليزية: Reed Birney)‏ هو ممثل أمريكي، ولد في 11 سبتمبر 1954 بالإسكندرية في الولايات المتحدة. من الجوائز التي نالها جائزة توني لأفضل ممثل في مسرحية ‏ سنة 2016.

## أعمال

### أفلام
- (2003) آب تاون جيرلز[2][3][4]
- (2007) العشرة
- (2008) استبدال[5][6]
- (2010) مجد الصباح[7]
- (2014) في عينيك

### مسلسلات
- ذا غود وايف
- فتاة النميمة

## جوائز وترشيحات
جوائز
- جائزة توني لأفضل ممثل في مسرحية [الإنجليزية]‏ (2016)

ترشيحات
- جائزة توني لأفضل ممثل في مسرحية [الإنجليزية]‏ (2014)

## وصلات خارجية
- ريد بيرني على موقع IMDb (الإنجليزية)
- ريد بيرني على موقع ألو سيني (الفرنسية)
- ريد بيرني على موقع أول موفي (الإنجليزية)
- ريد بيرني على موقع قاعدة بيانات برودواي على الإنترنت (الإنجليزية)
- ريد بيرني على موقع قاعدة بيانات الأفلام السويدية (السويدية)
- ريد بيرني على موقع قاعدة بيانات الفيلم (الإنجليزية)
- ريد بيرني على موقع كينوبويسك (الروسية)